# グベケ州
グベケ州(Région de Gbêkê)はコートジボワール北東部のバンダマ渓谷地方南部の州。
州都はブアケ。
2014年の人口は約101.1万人。

## 地理
- 北：ハンボル州
- 東：イッフ州
- 南：ベーリン州
- 南西：マラウェ州
- 北西：ベレ州

## 行政区画
- Béoumi
- Botro
- Bouaké
- Sakassou